# Port lotniczy Anvik
Port lotniczy Anvik, Anvik Airport (kod IATA: ANV, kod ICAO: PANV, FAA LID: ANV) – publiczny amerykański port lotniczy obsługujący miasto Anvik w stanie Alaska, w obszarze Yukon-Koyukuk, leży około 2 km na południowy wschód od centrum.
W 2008 w lotach rozkładowych z lotniska skorzystało 897 osób, co było spadkiem o 36% w porównaniu do poprzedniego roku, kiedy liczba ta wynosiła 1408, w 2006 odprawiono 1128.
Port lotniczy posiada jeden żwirowy pas startowy o wymiarach 902 × 23 m.

## Linie lotnicze i połączenia
- Frontier Alaska

obsługiwane przez Frontier Flying Service (Grayling, Holy Cross)
- Hageland Aviation Services (Aniak, Grayling)[3]